# Tubificoides paracrinitus
Tubificoides paracrinitus är en ringmaskart som beskrevs av Erséus och Alexander William Milligan 1989. Tubificoides paracrinitus ingår i släktet Tubificoides och familjen glattmaskar. Inga underarter finns listade i Catalogue of Life.